# Tèrcis
Tèrcis (en francès Tercis-les-Bains) és un municipi francès situat al departament de les Landes i a la regió de la Nova Aquitània.

## Demografia
| 1962                                       | 1968 | 1975 | 1982 | 1990 | 1999  | 2007  |
| ------------------------------------------ | ---- | ---- | ---- | ---- | ----- | ----- |
| 554                                        | 600  | 612  | 790  | 966  | 1.035 | 1.147 |
| Des de 1962: població sense dobles comptes |      |      |      |      |       |       |

## Administració
| Període | Identitat       | Partit |
| ------- | --------------- | ------ |
| 2001-   | Jean-Marc Dubis | MoDem  |